# A fost odată în America
A fost odată în America (titlul original C'era una volta in America, în engleză 'Once Upon a Time in America') (1984) este un film epic - ultimul al regizorului italian Sergio Leone, avându-i pe Robert De Niro și James Woods în rolurile principale.
A fost odată în America prezintă dintr-o perspectivă epică teme majore legate de prietenie, amintiri, violență și trădare, văzute din perspectiva personajului principal, Noodles. Filmul este renumit deja în istoria cinematografiei, pentru complexa elaborare, pentru nivelul amplu de abordare, dar și de detaliu, al celor trei perioade în care se desfășoară acțiunea și pentru narațiunea sa intrinsecă, expozitivă, neipocrită, sinceră și deschisă.
Premiera filmului a avut loc la New York la data de 17 februarie 1984. Filmul a fost prezentat și la Festivalul de Film de la Cannes în 1984, având durata originală de 229 minute (3 ore și 49 minute). O variantă editată și truncheată masiv a fost lansată pe ecranele cinematografelor din SUA, contrar dorințelor lui Leone, cu aproximativ 90 de minute mai scurtă decât versiunea originală lansată în Europa. Varianta scurtă a eliminat secvențele intercalate pentru a rezuma întâmplările anterioare din film (flashback), toate scenele fiind aranjate în ordine cronologică.
Sloganul filmului este "Ca băieți, au jurat că și-ar da viața unul pentru altul. Ca bărbați, au făcut-o" («As boys, they said they would die for each other. As men, they did»).

## Sursa și sumarul

### Romanul
Scenariul filmului este bazat pe romanul The Hoods (în traducere aproximativă Golanii din cartier), semnat de autor - un fost gangster, devenit informator de poliție - cu pseudonimul Harry Grey. Romanul prezintă doar evenimentele din primele două treimi ale filmului. Scenele contemporane (considerate de unii fani ca fiind doar un vis, o iluzie) au fost create și adăugate în întregime de Leone. Scenariul este altfel destul de fidel cărții originale, deși scenele de viol nu există în roman, iar numele unor personaje au fost schimbate.
Altă diferență este că în roman apar câțiva gangsteri notorii, inclusiv Meyer Lansky și Bugsy Siegel. Leone a optat să elimine aceste personaje deoarece a considerat că distrag atenția audienței de la subiect. Mafia (sau "Combinația", cum e numită atât în carte cât și în film) este reprezentată în film de scurta apariție a fraților Minaldi, Frank și Joe (personaje fictive), interpretați de Joe Pesci și Burt Young, respectiv, și a gărzilor acestora. Personajul Noodles este bazat în mare pe  Meyer Lansky, iar Max pe Bugsy Siegel (reacțiile lui Max când Noodles îi spune "nebun" sunt bazate direct pe reacțiile reale ale lui Siegel la auzul poreclei sale), și câteva "lovituri" și acte de violență au fost bazate pe fotografii de incidente reale, cum ar fi eliminarea lui Joe Minaldi, bazat pe moartea lui Bugsy Siegel.
Leone a dorit să facă filmul dinainte de "Bunul, răul și urâtul" însă a avut mari dificultăți în obținerea drepturilor de ecranizare a romanului și de a aranja o întâlnire cu singuraticul autor. Gray în final s-a întâlnit cu Leone de mai multe ori în anii 60 și 70, și a fost un fan al westernurilor lui Leone; înainte de decesul său în 1982, și-a dat acordul pentru adaptare. Unul din motivele pentru care producția a durat atât de mult a fost că alt producător obținuse drepturile de ecranizare a romanului și a refuzat să le cedeze până la sfârșitul anilor 70.
Leone a avut în vedere mai mulți actori pentru rolurile filmului. A fost foarte entuziasmat de Gérard Depardieu, care s-a oferit să învețe engleza cu accent de New York dacă obține rolul. Richard Dreyfuss a fost de asemenea considerat pentru rolul Max, iar Tom Berenger și Dustin Hoffman au fost considerați pentru roluri.
Leone a dorit să încredințeze filmul unui regizor mai tânăr. La începutul proiectului i l-a oferit lui John Milius, unul din fanii săi, care a fost entuziasmat de idee; însă Milius lucra la "Vântul și leul" (The Wind and the Lion) și la scenariul filmului "Apocalipsul acum" (Apocalypse Now), și nu a putut să-și asume obligația.
Astfel, ajungând să regizeze el însuși pelicula, pentru a fi cât mai fidel epocii, Leone a folosit ca referință iconografică tablourile semnate de mai mulți pictori: Reginald Marsh, Edward Hopper și Norman Rockwell, precum și fotografiile lui Jacob Riis (pentru scenele din 1922). De asemenea celebrul roman al lui F. Scott Fitzgerald "Marele Gatsby" a influențat caracterizarea lui Noodles (sau cel puțin relația cu Deborah).

### Sumar
Povestea suprapune trei perioade diferite din istoria Americii: 1968, începutul anilor 1930 și 1920. La începutul filmului, Noodles (personajul interpretat de Robert De Niro) își amintește de anii adolescenței și începuturile carierei interlope. Reputatul critic american de film Richard Schickel, în comentariul său inclus pe DVD, prezintă ideea că totul este un vis indus de opiu, avut de Noodles în 1933, conținând amintiri din copilărie și contemplări ale viitorului. Această așa-zisă "teorie a visului" este populară printre numeroșii fani ai filmului și, câteodată, devine cauza unor dezbateri aprinse (vezi mai jos).

## Filmările
Filmările au început la data de 14 iunie 1982 și au durat până la 22 aprilie 1983, aproape un an mai târziu.
Pentru prima oară în cariera sa de regizor, Leone nu a folosit formatul 2,35:1, cu care a devenit celebru pentru prim-planurile sale, înlocuindu-l cu formatul 1,85:1.
Filmările s-au desfășurat fără incidente, în afară de unele probleme legate de organizarea transportului întregii echipe între diferitele locații. Dorind să filmeze în cele mai bune locuri și condiții, Leone a traversat America de Nord în lung și în lat, începând din cartierele din Brooklyn, New York, continuând cu docurile din New Jersey și ajungând în Florida și chiar în Quebec, Canada pentru unele scene. Echipa a ajuns și în Europa, filmând câteva scene la Paris, în Franța și nu în ultimul rând în Italia. Multe scene (în principal cele din anii '20 și '30) au fost filmate pe platourile studiourilor din Cinecittà, lângă Roma.
Producătorul Arnon Milchan are o scurtă apariție în film în rolul unui șofer de limuzină, într-o scenă cu Robert de Niro și Elizabeth McGovern.

## Sinopsis
Chemat înapoi la New York după treizeci și cinci de ani petrecuți incognito, David "Noodles" Aaronson este silit să-și confrunte trecutul violent în timp ce caută persoana care l-a contactat.
Ca urmare a lichidării prietenilor săi Max, Patsy și Cockeye în 1933 după o confruntare armată cu poliția, Noodles, urmărit de Mafie, se refugiază într-un salon de opiu. În timp ce se odihnește acolo, își amintește despre copilăria sa din New Yorkul anilor '20. În scena următoare sunt prezentate acțiunile din 1921 ale tânărului Noodles (interpretat de actorul Scott Tiler) și trupa sa de borfași, formată din Patrick "Patsy" Goldberg (Brian Bloom), Phillip "Cockeye" Stein (Adrian Curran) și Dominic (Noah Moazezi), în zona ghetoului  evreiesc din cartierul Lower East Side. Activitățile necurate din cartier sunt controlate de golanul local Bugsy (James Russo) și grupul său.
Noodles și amicii săi îl întâlnesc pe Max Bercovitz (Rusty Jacobs), după care încep activitățile ilegale sub conducerea acestuia împreună cu Noodles. Între evenimentele importante sunt incluse păstrarea banilor "câștigați" de grup într-o valiză depozitată într-o căsuță poștală de la o autogară (un detaliu crucial), flirtația fără succes a lui Noodles cu Deborah (Jennifer Connelly), o fată din cartier care aspiră să devină actriță și dansatoare pe Broadway, precum și relația grupului cu fratele lui Deborah, Fat Moe (Moe grasul, interpretat de Mike Monetti). Scenele copilăriei se termină  tragic după ce Bugsy, furios datorită succesului băieților independenți de el, îl împușcă mortal pe cel mai tânăr, Dominic. Noodles se răzbună, înjunghiindu-l repetat pe Bugsy cu un cuțit automat, dar și pe un ofițer de poliție care încearcă să intervină; pentru asta e condamnat la doisprezece ani de închisoare.
Amintirile continuă în 1933, când Noodles (acum interpretat de Robert De Niro) este eliberat. Așteptat de Max (James Woods) la poarta închisorii, este dus la localul trupei, unde îl așteaptă restul amicilor: Patsy (James Hayden) și Cockeye (William Forsythe). Grupul este implicat masiv în comerțul de băuturi alcoolice din perioada prohibiției. După o scurtă revedere cu Deborah (Elizabeth McGovern), fratele acesteia Moe grasul (Larry Rapp), care este șeful localului, și Peggy (Amy Ryder), care conduce activitățile "damelor de companie" ale grupului, Noodles este  recrutat, împreună cu restul trupei, de către frații Minaldi, Joe (Burt Young) și Frankie (Joe Pesci). Frații Minaldi doresc să obțină un transport de diamante de la un bijutier.
În scena jafului apare Carol (Tuesday Weld), secretara bijutierului, pe care Noodles o violează în timp ce ceilalți fură  diamantele. După aceea, într-un șantier naval abandonat, Joe Minaldi și oamenii săi sunt împușcați de Max, Patsy, Cockeye și Noodles. Noodles protestează, dar Max îi destăinuie că Frankie Minaldi a aranjat lovitura ca să-l elimine pe Joe, și sugerează că asta ar putea duce la noi "contracte" pentru cei patru prieteni. Noodles își exprimă îndoielile referitor la colaborarea cu mafioții, mai ales faptul că Frankie ar putea într-o zi să-i ceară să-l ucidă pe Max, dar până la urmă schimă subiectul.
Trupa devine din ce în ce mai adânc implicată în activități mafiote, intervenind direct într-o grevă a oțelarilor pentru a-l proteja pe liderul de sindicat Jimmy Conway O'Donnell (Treat Williams) de un patron numit Crowning (Gerard Murphy) și bătăușii angajați de acesta, conduși de Chicken Joe (Richard Bright). Trupa îi forțează mâna și coruptului șef de Poliție  Vincent Aiello (Danny Aiello), mituit de Crowning, prin înlocuirea nou-născutului fiu al acestuia cu alt bebeluș din spital. La scurt timp după aceea, Carol își face apariția în localul celor patru și începe o relație amoroasă cu Max. Noodles are o ieșire extravagantă cu Deborah, la sfârșitul căreia ea îi spune că a doua zi pleacă la Hollywood, ceea ce îl face pe Noodles să încerce să o violeze pe bancheta din spate a limuzinei închiriate.
Max continuă colaborarea grupului din ce în ce mai mult cu Mafia, sindicatele și chiar viața politică. Max este dornic să  avanseze poziția trupei, însă Noodles continuă să-și exprime îndoielile. Ca urmare a anulării Prohibiției (vezi Actul Volstead), în cele din urmă Noodles renunță când Max își dezvăluie planul să jefuiască Banca Federală de Rezerve din New York City, realizând că este o misiune de sacrificiu. Carol îl convinge pe Noodles să facă un anunț anonim la poliție referitor la o acțiune a trupei, cu speranța că cei trei vor fi arestați, eliminând astfel planul de a jefui banca. Din nefericire, Max, Patsy și Cockeye sunt uciși în schimbul de focuri cu poliția; cadavrul lui Max pare a fi desfigurat de flăcări, neputând fi identificat. Pus pe fugă și urmărit de Mafie, care elimină trădătorii, Noodles trece pe la autogară pentru a lua valiza cu banii trupei, însă după ce o deschide, aceasta e plină cu ziare iar fondurile au dipărut. Noodles urcă într-un autobuz și dispare pentru mai bine de trei decenii.
Următoarea scenă are loc în 1968. Noodles, in urma unei invitații misterioase, se întoarce la New York. Ajuns în vechiul cartier, îl vizitează pe Moe, care este încă proprietarul vechiului local, și pe Deborah, ajunsă actriță celebră, având o legătura cu un nou personaj, ministrul comerțului Christopher Bailey. Noodles este dirijat spre aceeași căsuță poștală din vechea autogară, în care găsește o valiză plină cu bani și un bilet anonim care indică faptul că este plătit în avans pentru o ultimă misiune. În cele din urmă devine clar că Max trăiește, înscenându-și moartea în 1933 cu ajutorul Mafiei, iar în prezent având o nouă identitate: influentul și prosperul ministru Bailey. Fiind pe cale de a fi investigat pentru corupție, Bailey este cel din spatele valizei pline cu bani, cu care speră să-l „angajeze" pe Noodles să-l  asasineze. Astfel ministrul ar evita investigația, păstrându-și reputația nepătată, iar Noodles s-ar răzbuna pe cel care i-a distrus viața. Noodles refuză, și pleacă.
În timp ce se îndepărtează de reședința lui Bailey, vede un bărbat care pare a fi Max ieșind după el. Un camion de gunoi trece printre cei doi, după care bărbatul a dispărut. Aparatul de filmat încadrează gunoiul măcinat în mecanismul camionului,  sugerând că Max s-ar fi sinucis aruncându-se în gunoieră. Pe când luminile camionului se sting în noapte, două mașini pline cu petrecăreți trec în direcția opusă. Cele două vehicule par a fi modele din 1930, iar ocupanții sunt îmbrăcați în haine din acceași perioadă. Nu este clar dacă această scenă este o amintire sau parte dintr-un bal mascat mobil. Următoarea secvență este din anii  1930, când Noodles intră în salonul de opiu. Se întinde pe patul ocupat la începutul filmului, inhalează adânc opiu dintr-o pipă, după care se întoarce încet cu fața în sus și zâmbește, destins. Stop cadru, creditele încep.

## Distribuție
- Robert De Niro: Noodles
  - Scott Tiler: Noodles tânăr
- James Woods as Max
  - Rusty Jacobs: Max tânăr și David
- Elizabeth McGovern: Deborah
  - Jennifer Connelly: Deborah tânără
- Joe Pesci: Frankie Monaldi
- Burt Young: Joe
- Tuesday Weld: Carol
- Treat Williams: Jimmy O'Donnell
- Danny Aiello: Police Chief Aiello
- Richard Bright: Chicken Joe
- James Hayden: Patsy
  - Brian Bloom: Patsy tânăr
- William Forsythe: Cockeye
  - Adrian Curran: Cockeye tânăr
- Darlanne Fluegel: Eve
- Larry Rapp: Fat Moe
  - Mike Monetti: Fat Moe tânăr
- Richard Foronji: Whitey
- Robert Harper: Sharkey
- Dutch Miller: Van Linden
- Gerard Murphy: Crowning
- Amy Ryder: Peggy
  - Julie Cohen: Peggy tânără
- Paul Herman: Monkey

## "Teoria visului"
Filmul începe și se sfârșește în 1933, cu Noodles ascunzându-se de asasinii "Sindicatului Crimei" într-un salon de opiu. Dat fiind faptul că ultima scenă a filmului este Noodles zâmbind liniștit de opiu, unii fani și critici interpretează filmul ca fiind un vis sau o fantezie indusă de opiu, în care Noodles își amintește trecutul și își imaginează viitorul. În comentariul său pentru DVD, reputatul critic și istoric de film Richard Schickel spune că fumătorii de opiu adeseori au vise detaliate și că aceste viziuni au tendința să exploreze trecutul și viitorul subiectului. În filmul documentar "A Fistful of Sergio Leone" (Un pumn de Sergio Leone) se menționează că însuși Leone ar fi indicat această teorie unui cinefil care tocmai vizionase filmul.
Oponenții "teoriei visului" citează faptul că secvențele din 1968 includ mai multe anachronisme - muzică de Beatles (vezi mai jos), televiziune și referințe la războiul din Vietnam - care nu au existat în 1933, iar Noodles nu ar fi avut posibilitatea să-și imagineze astfel de lucruri. Mai mult, ei susțin că a numi scenele ulterioare un vis ar elimina latura  tematică și psihologică a filmului.
Preponenții spun că scena finală cu Noodles părăsind vila ministrului Bailey suportă ipoteza visului. Filmul începe cu o variantă a piesei God Bless America' (Dumnezeu binecuvântează America) iar în scena corespunzătoare de la sfârșit apar mașini din anii '30 iar ocupanții acestora cântă aceeași piesă. Trădarea lui Bailey din viitor poate fi interpretată ca fiind un  transfer de culpă. Subconștientul lui Noodles îl învinuiește pe Max pentru inițierea sa în lumea crimei organizate și pentru eșecul relației cu Deborah și, într-un fel, se simte trădat de ambiția lui Max. Pe lângă acestea - sincron cu dorința lui Leone de a captura spiritul Americii - includerea referințelor istorice rezonează, în universul ficțional al filmului, că o astfel de istorie a Americii poate fi într-adevăr viziunea solipsistă a unui gangster opioman din anii 1930; astfel se poate subînțelege că istoria contemporană a Americii este, în cele din urmă, la fel cu viziunea indusă de opiu a unui gangster din anii '30.

## Coloana sonoră
Muzica filmului a fost compusă de vechiul colaborator al lui Leone, Ennio Morricone.
Datorită gestației neobișnuit de lungi a filmului, Morricone a compus coloana sonoră aproape în întregime înainte de filmarea majorității scenelor. Unele din piesele lui Morricone au fost ascultate chiar în timpul filmării scenelor (tehnică folosită de Leone și la filmările pentru Undeva, cândva în vest. "Deborah's Theme", considerată de unii fani ca fiind cea mai bună piesă din coloana sonoră, a fost de fapt compusă inițial pentru alt film în anii 1970; Morricone a prezentat  piesa lui Leone, care la început a ezitat, considerând-o prea similară cu piesa principală a lui Morricone pentru Undeva, cândva în vest.
Titlul pieselor:
1. Once Upon a Time in America (A fost odată în America)
2. Poverty (Sărăcie)
3. Deborah's Theme (Piesa lui Deborah)
4. Childhood Memories (Amintiri din copilărie)
5. Amapola
6. Friends (Prieteni)
7. Prohibition Dirge (Marș funerar pentru prohibiție)
8. Cockeye's Song (Cântecul lui Cockeye)
9. Amapola, Pt. 2
10. Childhood Poverty (Copilărie sărăcăcioasă)
11. Photographic Memories (Instantanee ale memoriei)
12. Friendship & Love (Prietenie și dragoste)
13. Speakeasy (Localul)
14. Deborah's Theme-Amapola
15. Suite from Once Upon a Time in America (Includes Amapola)
16. Poverty [Temp. Version]
17. Unused Theme
18. Unused Theme [Version 2]

Alături de muzica originală, filmul conține și câteva piese adăugate, inclusiv:
- "God Bless America" ("Dumnezeu binecuvântează America", compusă de Irving Berlin, interpretată de Kate Smith, 1943) - piesa din timpul creditelor de la începutul filmului, ascultată la radio în dormitorul Evei;
- "Yesterday" ("Ieri", compusă de John Lennon și Paul McCartney, 1965) - o versiune a acestei piese este auzită în scenele când Noodles se întoarce la New York în 1968, uitându-se într-o oglindă dintr-o stație de tren. O variantă instrumentală a piesei este de asemenea sesizabilă în timpul dialogului dintre Noodles și "Bailey", spre sfârșitul filmului;
- "Amapola" (compusă de Joseph M. Le Calle (versuri în engleză de Albert Gamse, 1923) - la origine o piesă de operă, mai multe versiuni instrumentale sunt folosite în film; o variantă jazz pe o placă de gramofon în scena în care Deborah dansează în 1922; o versiune similară este interpretată de trupa de jazz din localul lui Moe Grasu' în 1932; și o versiune pentru piese cu coardă, în timpul seratei romantice dintre Noodles și Deborah. Ambele variante sunt prezente pe album.
- "The Thieving Magpie (Overture)" ("Coțofana hoață", compusă de Gioacchino Rossini, 1817) - folosită în scena de la secția de maternitate, când bebelușii sunt schimbați între ei;
- "Summertime" ( "Vara" de George Gershwin, 1935) - interpretată de o trupă de jazz în timpul scenelor de pe plajă, după ce se află că s-a terminat Prohibiția. (Această piesă a fost compusă la doi-trei ani după evenimentele din film, ca și versiunea piesei "God Bless America" de la începutul filmului, este un ușor anacronism.)
- "Night and Day" ("Noapte și zi", compusă și interpretată de Cole Porter, 1932) - folosită în scenele de la petrecerea dată de ministrul Bailey în 1968.

Coloana sonoră a filmului A fost odată în America este considerată ca fiind cea mai bună lucrare a lui Morricone, însă nu a fost calificată la premiile Oscar dintr-o eroare tehnică; pe pelicula americană originală, numele lui Morricone a fost din greșeală omis din creditele filmului de către producători.
La coloana sonora  a participat si Gheorghe Zamfir la nai.

## Datele premierelor internaționale
| Datele premierelor internaționale | Datele premierelor internaționale | Datele premierelor internaționale          |
| Țara                              | Data                              | Titlul                                     |
| --------------------------------- | --------------------------------- | ------------------------------------------ |
| SUA - premiera mondială           | 17 februarie 1984                 | Once upon a time in America                |
| Franța                            | 23 mai 1984                       | Il était une fois en Amérique              |
| SUA                               | 1 iunie 1984                      | Once upon a time in America                |
| Italia                            | 6 iulie 1984                      | C'era una volta in America                 |
| Hong Kong                         | 11 august 1984                    | 美国往事                                   |
| Japonia                           | 6 octombrie 1984                  | ワンス・アポン・ア・タイム・イン・アメリカ |
| Germania                          | 12 octombrie 1984                 | Es war einmal in Amerika                   |

## Recepția și critica
Premiera filmului de la Festivalul de film de la Cannes a fost un mare succes. Deși unele spectatoare au fost ofensate de scenele de viol și rolurile feminine (Leone a fost acuzat de misoginie pe baza rolurilor feminine din filmele sale), filmul a obținut o ovație prelungită din partea audienței. Versiunea europeană necenzurată a filmului a fost copleșită cu laude și s-a bucurat de succes de casă pe bătrânul continent și nu numai. În ciuda acestui fapt, reacțiile publicului la mai multe premiere din Canada și SUA au fost mai puțin favorabile (posibil datorită cenzurii de către studio). Filmul a fost editat  drastic, în primul rând pentru motive comerciale. Leone, care refuzase o ofertă să regizeze Nașul cu 12 ani mai devreme, a fost indignat când mai mulți critici americani au numit versiunea ciopârțită a filmului său "Nașul evreiesc". Versiunea de 144 de minute a fost un mare eșec, iar criticii americani au fost foarte duri cu comentariile. Totuși reputatul Roger Ebert - singurul critic de film distins cu premiul Pulitzer - a scris că ediția originală este o capodoperă, dar varianta din cinematografele americane este un  travesti.
Versiunea necenzurată a obținut numeroase acolade din partea criticilor de pretutindeni, precum și a numeroși cinefili.  James Woods, care consideră "A fost odată în America" cel mai bun film al său, menționează în comentariul său de pe DVD faptul că un critic l-a numit cel mai prost film al anului 1984, iar după ce a vizionat varianta originală, câțiva ani mai târziu, l-a declarat cel mai bun film al anilor 80. Ebert, în critica filmului "Incoruptibilii" din 1987 (regia Brian DePalma), a numit versiunea necenzurată "cel mai bun film despre perioada prohibiției. Într-un sondaj de opinie realizat de prestigioasa revistă britanică Sight and Sound, editată de Institutul Britanic de Film, filmul a fost clasat între cele mai bune zece filme din ultimii 25 de ani.

### Premii obținute
- 2 premii BAFTA[11] (Academia Britanică de Film):
  - "Cele mai bune costume" (Gabriella Pescucci)
  - "Cea mai bună coloană sonoră" (Ennio Morricone)

A fost nominalizat și pentru Regie, Imagine și Cea mai bună actriță în rol secundar (Tuesday Weld).
- 5 premii Nastro d'argento[11] (premiul criticilor de film din Italia):
  - "Cea mai bună imagine" (Tonino Delli Colli)
  - "Cel mai bun regizor" (Sergio Leone)
  - "Cea mai bună scenografie" (Carlo Simi)
  - "Cea mai bună muzică" (Ennio Morricone)
  - "Cele mai bune efecte speciale"

- 1 premiu LAFCA[11] (Asociația criticilor de film din Los Angeles):
  - "Cea mai bună muzică" (Ennio Morricone)

În Japonia, filmul a obținut premiul pentru "Cel mai bun film străin al anului" la Premiile Academiei Japoneze de Film și premiul Kinema Junpo Awards pentru "Cel mai bun film străin".